# Вулиця Богдана Хмельницького (Харків)
Вулиця Богдана Хмельницького — вулиця у Основ'янському районі Харкова. Прямує від проспекта Героїв Харкова на південний схід до майдану Захисників України. Вулиця з двостороннім рухом.

## Історія

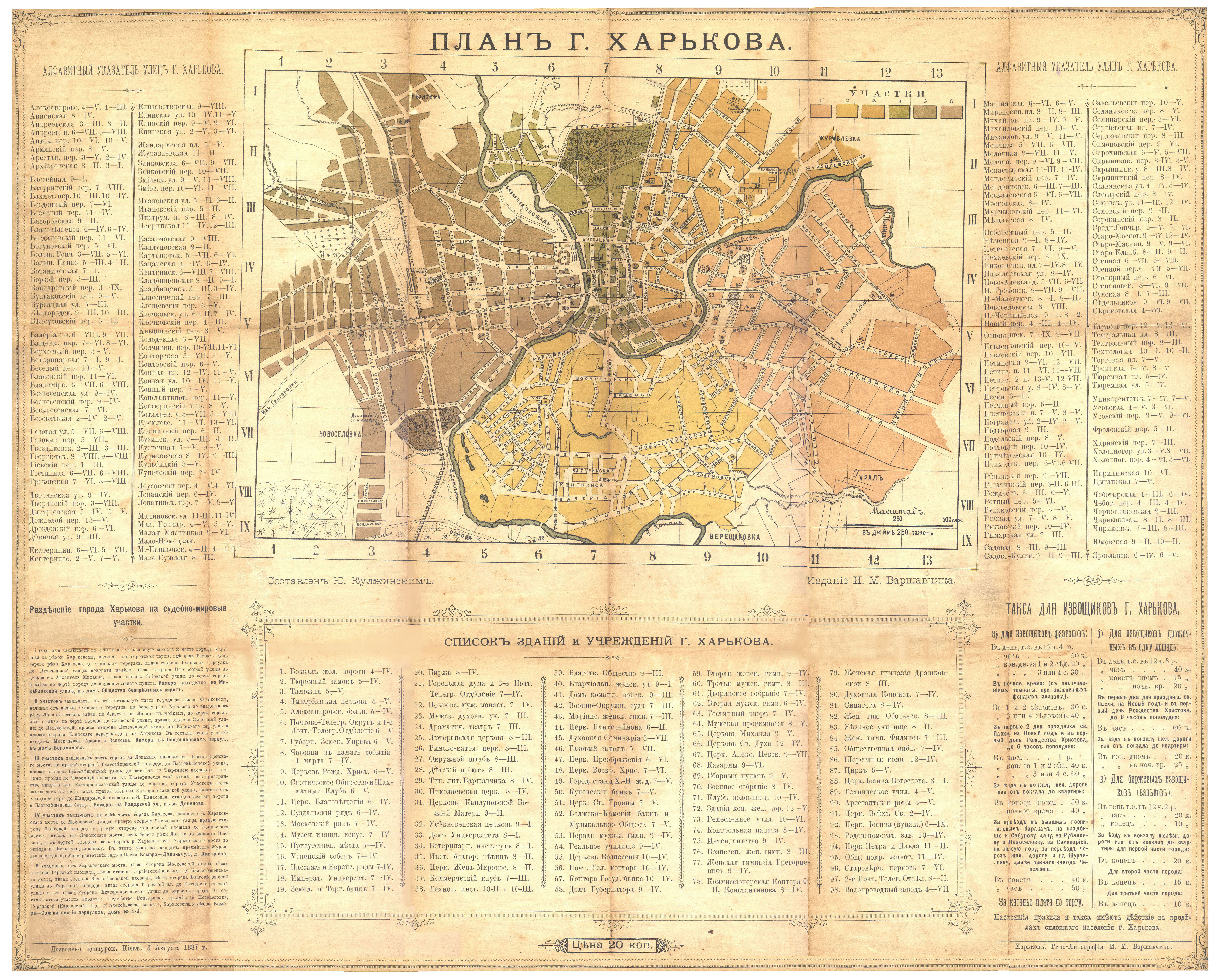
План Харкова 1887 року.

Заснування вулиці відносять до кінця XVIII — початку XIX століття. Вона з'єднала тодішню Старомосковську вулицю (нині проспект Героїв Харкова) і Кінну площу (нині майдан Захисників України). Спочатку вулиця носила назву "Кінська". На плані Харкова 1887 року вона показана під назвою «Кінна». На цій мапі показано, що вулицею проходить кінно-залізнична міська дорога. В 1925 році отримала ім'я Євгенії Бош, радянської партійної і державної діячки. У 1953 році була перейменована на вулицю Богдана Хмельницького.

## Забудова

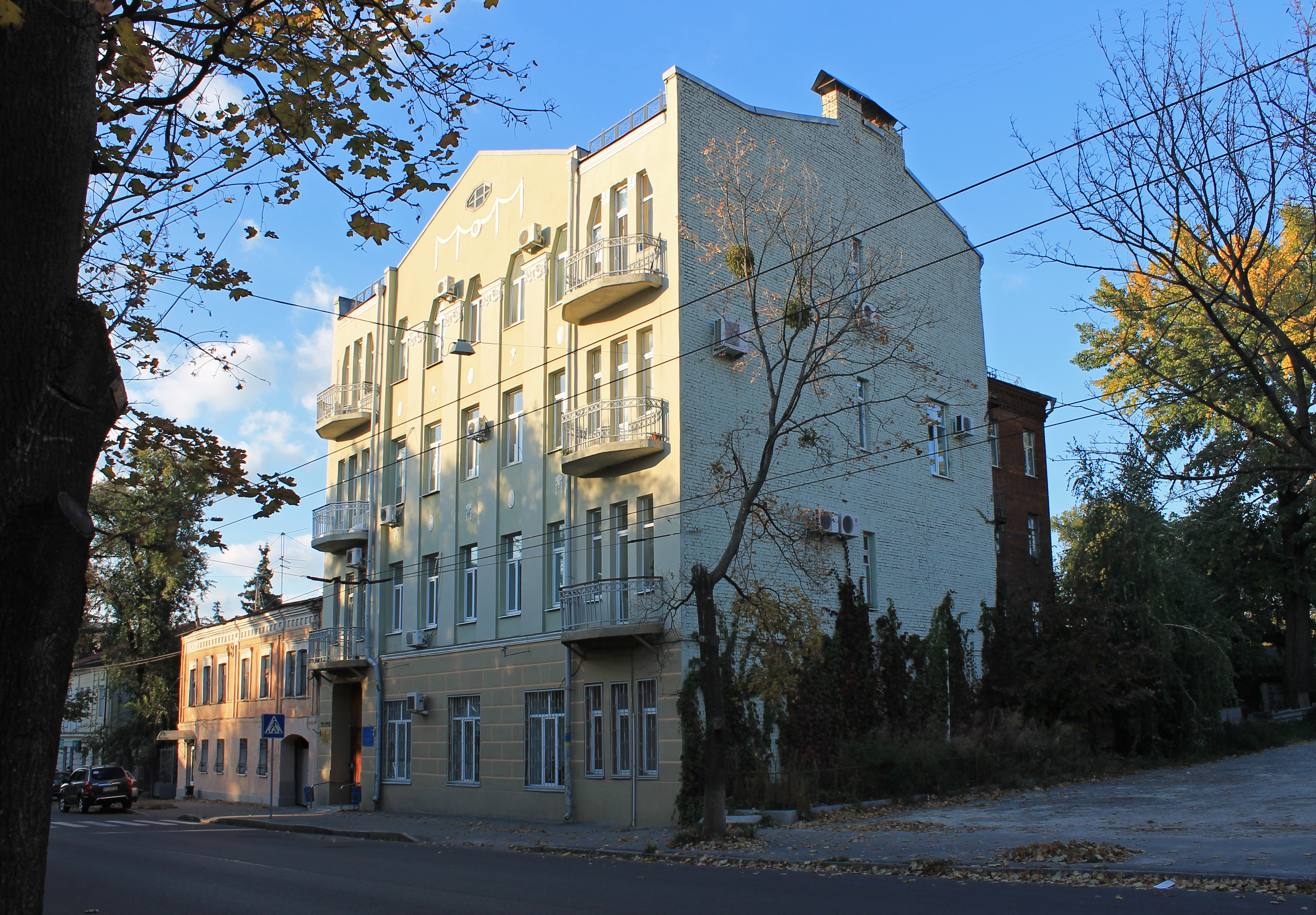
Будинок № 17

- Будинок № 4 — Пам'ятка архітектури Харкова, охорон. № 350. Колишнє повітове земство, архітектори О. І. Алексєєв, М. В. Васильєв, 1912 рік. Сучасне використання будівлі — прокуратура Харківської області[3].
- Будинок № 11 — Терпідрозділ Центра надання адміністративних послуг Основ'янського району[4].
- Будинок № 12 — Будинок був пам'яткою архітектури Харкова, охорон. № 351, виключений з переліку. Колишня казарма, архітектор М. І. Дашкевич, 1913 рік.
- Будинок № 13 — Основ'янский територіальный центр соціального обслуговування міста Харкова[5].
- Будинок № 17 — Пам'ятка архітектури Харкова, охорон. № 348. Колишній прибутковий будинок, архітектор С. П. Тимошенко, 1913 рік. Сучасне використання будівлі — ГУ Державної фіскальної служби України у Харківській області[6].
- Будинок № 18 — Пам'ятка архітектури Харкова, охорон. № 352. Житловий будинок (власний) архітектора В. Х. Нємкіна, 1889—1892 роки[7].
- Будинок № 24 — Бізнес-центр «Протон»[8].
- Будинок № 26 — Будинок був пам'яткою архітектури Харкова, охорон. № 349. Житловий будинок, архітектор В. Х. Нємкін, XIX століття. У 2000—х будинок був розібраний.
- Будинок № 27 — Колишня фабрика сільськогосподарських машин Ернеста Мельгозе, XIX століття[9].
- Будинок № 29 — майдан Захисників України, 7/8 — Харківський радіозавод «Протон».